# Nguyễn Thị Bình

Nguyễn Thị Bình

Nguyen Thi Binh (nascida em Nguyễn Châu Sa; 26 de maio de 1927) foi uma líder comunista vietnamita que negociou na Conferência de Paz de Paris em nome do Vietcong, ou Frente Nacional para a Libertação do Vietnã do Sul.

## Vida e Trabalho
Ela nasceu em 1927 em Saigon e é neta do líder nacionalista Phan Chu Trinh. Estudou francês no Camboja e trabalhou como professora durante a colonização francesa no Vietnã. Juntou-se ao Partido Comunista do Vietnã, em 1948. De 1945 a 1951, ela participou de vários movimentos intelectuais contra os colonizadores franceses. Posteriormente, ela foi detida e presa entre 1951 e 1953 na prisão de Chí Hòa (Saigon) pela autoridade colonial francêsa no Vietnã.
Durante a Guerra do Vietnã, ela se tornou um membro do Comitê Central do Vietcong e um vice-presidente da Associação de Libertação feminina do Vietnã do Sul. Em 1969 ela foi nomeada ministra das Relações Exteriores da República do Vietname do Sul e desempenhou um papel importante nos Acordos de Paz de Paris sobre o Vietname, um acordo para acabar com a guerra e restaurar a paz no Vietnã, que foi assinado em Paris e que entrou em vigor 17 de janeiro de 1973. Ela foi uma das pessoas que assinaram os Acordos de Paz de Paris.
Após a Guerra do Vietnã, foi nomeada Ministra da Educação da República Socialista do Vietname e em 1982-1986 foi um membro do Comitê Central do Partido Comunista do Vietnã, desde 1987-1992 foi Vice-Chefe do Departamento de Relações Externas Central do Partido.